# Fédération d'Antigua-et-Barbuda de football
La Fédération d'Antigua-et-Barbuda de football (The Antigua and Barbuda Football Association (en) ABFA) est une association regroupant les clubs de football d'Antigua-et-Barbuda et organisant les compétitions nationales et les matchs internationaux de la sélection d'Antigua-et-Barbuda.
La fédération nationale d'Antigua-et-Barbuda est fondée en 1928. Elle est affiliée à la FIFA depuis 1970 et est membre de la CONCACAF depuis 1972.